# 4 juin 1971
Le vendredi 4 juin 1971 est le 155e jour de l'année 1971.

## Naissances
- Ani Chöying Drolma, nonne du bouddhisme tibétain et musicienne
- Carol Owens, joueuse de squash néo-zélandaise
- Evelyn Kreinecker, peintre autrichienne
- Filo Tiatia, joueur de rugby
- Hélène Franco, personnalité politique française
- Hideki Makihara, homme politique japonais
- James Callis, acteur britannique
- Jaynet Kabila, femme politique congolaise
- Joseph Kabila, président de la République démocratique du Congo depuis 2001
- Karin Mayr-Krifka, athlète autrichienne, spécialiste des épreuves de sprint
- Karine Giébel, auteur de romans policiers
- Karl Martin Sinijärv, poète estonien
- Laurent Ciechelski, joueur de football français
- Mike Lee, personnalité politique américaine
- Noah Wyle, acteur américain
- Peter Jöback, chanteur suédois
- Sébastien Pauchon, auteur de jeux de société
- Shoji Meguro, compositeur, guitariste, et producteur de jeu vidéo japonais
- Tommy Martyn, joueur de rugby
- Tony McCarroll, batteur anglais

## Décès
- Fritz Skade (né le 17 juin 1898), peintre allemand
- Georg Lukács (né le 13 avril 1885), philosophe marxiste et sociologue hongrois
- Paul Tubert (né le 4 mai 1886), homme politique français

## Événements
- Création de l'école nationale supérieure polytechnique de Yaoundé